# Liste der Radfernwege in Deutschland
Die Liste der Radfernwege in Deutschland enthält die Radfernwege, die im Wesentlichen die Mindestkriterien des Allgemeinen Deutschen Fahrrad-Clubs erfüllen.
Sie ist als Einstiegspunkt zur Beschreibung der verschiedenen Radfernwege gedacht.
Neben den Namen der Wege werden auch die berührten Bundesländer und die ungefähre Länge angegeben. Bei grenzüberschreitenden Radfernwegen werden alle berührten Länder genannt. Insgesamt gibt es in Deutschland ein Radwegenetz von etwa 40.000 km (Stand 2012).
| Name                                                             | Bundesland, Land | Länge                                    | Zeichen         |
| ---------------------------------------------------------------- | --- | ---------------------------------------- | --------------- |
| 100-Schlösser-Route                                              | Nordrhein-Westfalen                                                                                                  | 960 km                                   |                 |
| 1000-Feuer-Tour                                                  | Nordrhein-Westfalen                                                                                                  | 200 km                                   |                 |
| 2-Länder-Route                                                   | Nordrhein-Westfalen Niederlande                                                                                      | 275 km                                   |                 |
| 3-Länder-Radweg                                                  | Hessen Baden-Württemberg Bayern                                                                                      | 225 km                                   |                 |
| 3-Länder-Route (Aachen bis Trier)                                | Nordrhein-Westfalen Rheinland-Pfalz Belgien Luxemburg                                                                | 250 km                                   |                 |
| Ahr-Eifel-Freizeitroute                                          | Rheinland-Pfalz | 225 km                                   |                 |
| Ahr-Radweg                                                       | Rheinland-Pfalz | 95 km                                    |                 |
| Aischtal-Radweg                                                  | Bayern | 137 km                                   |                 |
| Alb-Donau-Radweg                                                 | Baden-Württemberg | 190 km                                   |                 |
| Alb-Neckar-Radweg                                                | Baden-Württemberg | 270 km                                   |                 |
| Albtäler-Radweg                                                  | Baden-Württemberg | 186 km                                   |                 |
| Aller-Radweg                                                     | Sachsen-Anhalt Niedersachsen                                                                                         | 285 km                                   |                 |
| Allgäu                                                           | Bayern Baden-Württemberg Österreich                                                                                  | 475 km                                   |                 |
| Alte Salzstraße                                                  | Niedersachsen Schleswig-Holstein                                                                                     | 110 km                                   |                 |
| Altmarkrundkurs                                                  | Sachsen-Anhalt | 515 km                                   |                 |
| Altmühltalradweg                                                 | Bayern | 241 km                                   |                 |
| Ammer-Amper-Radweg                                               | Bayern | 200 km                                   |                 |
| Ammerland-Route                                                  | Niedersachsen | 160 km                                   |                 |
| Alter Postweg                                                    | Bremen Niedersachsen                                                                                                 | 80 km                                    |                 |
| Badischer Weinradweg                                             | Baden-Württemberg | 470 km                                   |                 |
| BahnRadweg Hessen                                                | Hessen | 310 km                                   |                 |
| BahnRadRoute Teuto-Senne                                         | Niedersachsen Nordrhein-Westfalen                                                                                    | 160 km                                   |                 |
| Bajuwaren-Radweg                                                 | Bayern | 127 km                                   |                 |
| Bayerisch-Böhmischer Freundschaftsweg                            | Bayern Tschechien | 97 km                                    |                 |
| Bayern-Böhmen                                                    | Bayern Tschechien | 525 km                                   |                 |
| Berliner Mauerweg                                                | Berlin Brandenburg                                                                                                   | 160 km                                   |                 |
| Berlin-Hameln                                                    | Niedersachsen Sachsen-Anhalt Brandenburg Berlin                                                                      | 400 km                                   |                 |
| Berlin–Kopenhagen                                                | Berlin Brandenburg Mecklenburg-Vorpommern Dänemark                                                                   | 628 km                                   |                 |
| Berlin–Leipzig                                                   | Berlin Brandenburg Sachsen-Anhalt Sachsen                                                                            | 250 km                                   |                 |
| Berlin–Usedom                                                    | Berlin Brandenburg Mecklenburg-Vorpommern                                                                            | 337 km                                   |                 |
| Bodensee-Königssee-Radweg                                        | Bayern | 410 km                                   |                 |
| Bodensee-Radweg                                                  | Baden-Württemberg Bayern Schweiz Österreich                                                                          | 276 km                                   |                 |
| Boxenstopp-Route                                                 | Niedersachsen | 292 km                                   |                 |
| Bremen-Bad Oeynhausen                                            | Bremen Niedersachsen Nordrhein-Westfalen                                                                             | 150 km                                   |                 |
| Brückenradweg                                                    | Bremen Niedersachsen                                                                                                 | 300 km                                   |                 |
| Burgenstraße                                                     | Baden-Württemberg Bayern                                                                                             | 842 km (deutscher Teil)                  |                 |
| Deutsche Einheit                                                 | Nordrhein-Westfalen Rheinland-Pfalz Hessen Niedersachsen Sachsen-Anhalt Brandenburg Berlin                           | 1100 km                                  |                 |
| Deutsche Fährstraße                                              | Niedersachsen Schleswig-Holstein                                                                                     | 250 km                                   |                 |
| Deutsche Fehnroute                                               | Niedersachsen | 165 km                                   |                 |
| Deutsche Fußball Route NRW                                       | Nordrhein-Westfalen                                                                                                  | 837 km                                   |                 |
| Deutsche Sielroute                                               | Niedersachsen | 188 km                                   |                 |
| Deutsche Weinstraße                                              | Rheinland-Pfalz | 90 km                                    |                 |
| Limes-Radweg                                                     | Baden-Württemberg Rheinland-Pfalz Hessen Bayern                                                                      | 818 km                                   |                 |
| Diemel-Radweg                                                    | Hessen Nordrhein-Westfalen                                                                                           | 110 km                                   |                 |
| Dollard Route                                                    | Niedersachsen Niederlande                                                                                            | 180 km                                   |                 |
| Donau-Alb-Rundweg                                                | Baden-Württemberg | 200 km                                   |                 |
| Donau-Bodensee-Radweg                                            | Baden-Württemberg | 156 km                                   |                 |
| Donauradweg                                                      | Baden-Württemberg Bayern Österreich Ungarn                                                                           | 1260 km                                  |                 |
| Dortmund-Ems-Kanal-Route (DEK-Route)                             | Niedersachsen Nordrhein-Westfalen                                                                                    | 350 km                                   |                 |
| Dreiland-Radweg                                                  | Baden-Württemberg | 250 km                                   |                 |
| Drei-Täler-Radweg                                                | Baden-Württemberg | 204 km                                   |                 |
| Ederauenradweg                                                   | Hessen Nordrhein-Westfalen                                                                                           | 180 km                                   |                 |
| Eider-Treene-Sorge-Radweg                                        | Schleswig-Holstein                                                                                                   | 240 km                                   |                 |
| Eifel-Ardennen-Radweg                                            | Belgien Rheinland-Pfalz                                                                                              | 112 km                                   |                 |
| Eifel-Höhen-Route                                                | Nordrhein-Westfalen                                                                                                  | 230 km                                   |                 |
| Eiserner Vorhang                                                 | Schleswig-Holstein Mecklenburg-Vorpommern Niedersachsen Sachsen-Anhalt Thüringen Hessen Bayern Sachsen               | 1131 km                                  |                 |
| Eiszeitroute Mecklenburgische Seenplatte                         | Mecklenburg-Vorpommern                                                                                               | 666 km                                   |                 |
| Elbe-Müritz-Rundweg                                              | Mecklenburg-Vorpommern Brandenburg                                                                                   | 414 km                                   |                 |
| Elbe-Oderhaff-Radweg                                             | Mecklenburg-Vorpommern Niedersachsen                                                                                 | 445 km                                   |                 |
| Elbe-Ostsee-Radweg                                               | Mecklenburg-Vorpommern                                                                                               | 134 km                                   |                 |
| Elberadweg                                                       | Brandenburg Niedersachsen Hamburg Sachsen Sachsen-Anhalt Tschechien                                                  | 1220 km                                  |                 |
| Elbe-Weser-Radweg                                                | Niedersachsen | 230 km                                   |                 |
| Else-Werre-Radweg                                                | Niedersachsen Nordrhein-Westfalen                                                                                    | 54 km                                    |                 |
| Elster-Radweg                                                    | Sachsen Sachsen-Anhalt Thüringen Tschechien                                                                          | 250 km                                   |                 |
| EmsAuenWeg                                                       | Nordrhein-Westfalen                                                                                                  | 115 km                                   |                 |
| Emscher Park Radweg                                              | Nordrhein-Westfalen                                                                                                  | 230 km                                   |                 |
| Emscher-Weg                                                      | Nordrhein-Westfalen                                                                                                  | 120 km                                   |                 |
| Emsland-Route                                                    | Niedersachsen | 295 km                                   |                 |
| Emsradweg                                                        | Nordrhein-Westfalen Niedersachsen                                                                                    | 379 km                                   |                 |
| Erft-Radweg                                                      | Nordrhein-Westfalen                                                                                                  | 110 km                                   |                 |
| Euregio Egrensis                                                 | Bayern Sachsen Thüringen Tschechien                                                                                  | 529 km                                   |                 |
| Europaradweg R1                                                  | Berlin Brandenburg Niedersachsen Nordrhein-Westfalen Sachsen-Anhalt Belgien Frankreich Niederlande Polen             | 960 km (deutscher Teil)                  |                 |
| Fränkischer WasserRadweg                                         | Bayern | 460 km                                   |                 |
| Fränkische Saale                                                 | Bayern | 120 km                                   |                 |
| Friedensroute Münster-Osnabrück                                  | Nordrhein-Westfalen Niedersachsen                                                                                    | 170 km                                   |                 |
| Frosch-Radweg                                                    | Sachsen | 260 km                                   |                 |
| Fünf-Flüsse-Radweg                                               | Bayern | 310 km                                   |                 |
| Fürst-Pückler-Weg                                                | Brandenburg | 500 km                                   |                 |
| Fulda-Radweg                                                     | Hessen Niedersachsen                                                                                                 | 193 km                                   |                 |
| Geest-Radweg                                                     | Niedersachsen | 177 km                                   |                 |
| Gera-Radweg                                                      | Thüringen | 75 km                                    |                 |
| Glan-Blies-Radweg                                                | Frankreich Saarland, Rheinland-Pfalz                                                                                 | 128 km                                   |                 |
| Grenzroute                                                       | Schleswig-Holstein Dänemark                                                                                          | 130 km                                   |                 |
| Grünroute                                                        | Nordrhein-Westfalen (Niederlande, Belgien)                                                                           | 370 km                                   |                 |
| Gurken-Radweg                                                    | Brandenburg | 250 km                                   |                 |
| Hamburg–Bremen                                                   | Hamburg Niedersachsen Bremen                                                                                         | 150 km                                   |                 |
| Hamburg–Rügen                                                    | Hamburg Schleswig-Holstein Mecklenburg-Vorpommern                                                                    | 520 km                                   |                 |
| Hamburg–Schnackenburg                                            | Hamburg Niedersachsen                                                                                                | 196 km                                   |                 |
| Hannover–Lüneburg                                                | Niedersachsen | 161 km                                   |                 |
| Harzrundweg                                                      | Niedersachsen Sachsen-Anhalt Thüringen                                                                               | 400 km                                   |                 |
| Hase-Ems-Tour                                                    | Niedersachsen | 265 km                                   |                 |
| Havelradweg                                                      | Berlin Brandenburg Mecklenburg-Vorpommern Sachsen-Anhalt                                                             | 421 km                                   |                 |
| Heidelberg-Schwarzwald-Bodensee-Weg                              | Baden-Württemberg | 300 km                                   |                 |
| Hellweg-Route                                                    | Nordrhein-Westfalen                                                                                                  | 130 km                                   |                 |
| Herkules-Wartburg-Radweg                                         | Hessen Thüringen | 218 km                                   |                 |
| Hessischer Radfernweg R1 (Fuldatal)                              | Hessen | 260 km                                   |                 |
| Hessischer Radfernweg R2 (Vier-Flüsse-Tour)                      | Hessen | 195 km                                   |                 |
| Hessischer Radfernweg R3 (Rüdesheim–Rhön)                        | Hessen | 240 km                                   |                 |
| Hessischer Radfernweg R4 (Weser-Neckar)                          | Hessen | 370 km                                   |                 |
| Hessischer Radfernweg R5 (Eder-Fulda)                            | Hessen | 220 km                                   |                 |
| Hessischer Radfernweg R6 (Waldeck–Rhein)                         | Hessen | 400 km                                   |                 |
| Hessischer Radfernweg R7 (Domradweg)                             | Hessen | 215 km                                   |                 |
| Hessischer Radfernweg R8 (Westerwald–Bergstraße)                 | Hessen | 310 km                                   |                 |
| Hessischer Radfernweg R9 (Odenwald–Worms)                        | Hessen | 70 km                                    |                 |
| Hochrhein-Hotzenwald-Weg                                         | Baden-Württemberg | 165 km                                   |                 |
| Hohenlohe-Ostalb-Weg                                             | Baden-Württemberg Bayern                                                                                             | 160 km                                   |                 |
| Hohenzollern-Radweg                                              | Baden-Württemberg | 272 km                                   |                 |
| Hunsrück-Radweg                                                  | Rheinland-Pfalz | 155 km                                   | Hunsrück-Radweg |
| Idyllische Straße                                                | Baden-Württemberg | 110 km                                   |                 |
| Iller-Radweg                                                     | Bayern Baden-Württemberg                                                                                             | 146 km                                   |                 |
| Ilmenau-Radweg                                                   | Niedersachsen | 122 km                                   |                 |
| Ilmtal-Radweg                                                    | Thüringen | 125 km                                   |                 |
| Inn-Radweg                                                       | Bayern Österreich Schweiz                                                                                            | 520 km                                   |                 |
| Isar-Radweg                                                      | Bayern | 324 km                                   |                 |
| Kahltal-Spessart-Radwanderweg                                    | Bayern | 71 km                                    |                 |
| Kaiser-Route                                                     | Nordrhein-Westfalen                                                                                                  | 420 km                                   |                 |
| Kastelen-Route                                                   | Niedersachsen Niederlande                                                                                            | 575 km                                   |                 |
| Kocher-Jagst-Radweg                                              | Baden-Württemberg | 320 km                                   |                 |
| Krabat-Radweg                                                    | Sachsen | 72 km                                    |                 |
| Kraichgau-Hohenlohe-Weg                                          | Baden-Württemberg Bayern                                                                                             | 166 km                                   |                 |
| Von Krater zu Krater                                             | Bayern Baden-Württemberg                                                                                             | 185 km                                   |                 |
| Kraut-und-Rüben-Radweg                                           | Rheinland-Pfalz | 139 km                                   |                 |
| Kyll-Radweg                                                      | Nordrhein-Westfalen Rheinland-Pfalz                                                                                  | 123 km                                   |                 |
| Lahnradweg                                                       | Nordrhein-Westfalen Hessen Rheinland-Pfalz                                                                           | 245 km                                   |                 |
| Landesgartenschau-Route                                          | Nordrhein-Westfalen                                                                                                  | 140 km                                   |                 |
| Lechradweg                                                       | Bayern Österreich | 245 km                                   |                 |
| Leine-Heide-Radweg                                               | Niedersachsen Thüringen                                                                                              | 410 km                                   |                 |
| Lenneroute                                                       | Nordrhein-Westfalen                                                                                                  | 140 km                                   |                 |
| Lüneburger Heide-Radweg                                          | Niedersachsen | 912 km                                   |                 |
| Main-Radweg                                                      | Baden-Württemberg Bayern Hessen                                                                                      | 491 km                                   |                 |
| Main-Tauber-Fränkischer Rad-Achter                               | Baden-Württemberg Bayern                                                                                             | 388 km                                   |                 |
| Main-Werra-Radweg                                                | Bayern Thüringen | 135 km                                   |                 |
| Mecklenburgische Seenplatte Lewitz MVP10                         | Mecklenburg-Vorpommern                                                                                               | 128 km                                   |                 |
| Mecklenburgische Seenplatte Rostock MVP7                         | Mecklenburg-Vorpommern                                                                                               | 156 km                                   |                 |
| Mecklenburgische Seenplatte Rügen MVP6                           | Mecklenburg-Vorpommern                                                                                               | 233 km                                   |                 |
| Mecklenburgische Seenplatte Waren MVP5                           | Mecklenburg-Vorpommern                                                                                               | 182 km                                   |                 |
| Meerweg                                                          | Niedersachsen | 241 km                                   |                 |
| Mönchsweg                                                        | Schleswig-Holstein                                                                                                   | 342 km                                   |                 |
| Mosel-Radweg (Koblenz bis Metz)                                  | Rheinland-Pfalz Saarland Luxemburg Frankreich                                                                        | 239 km (deutscher Teil) 311 km (gesamt)  |                 |
| Mozart-Radweg                                                    | Bayern Österreich | 450 km                                   |                 |
| Mühlenroute                                                      | Nordrhein-Westfalen Niedersachsen                                                                                    | 280 km                                   |                 |
| München–Regensburg–Prag                                          | Bayern Tschechien | 450 km                                   |                 |
| München-Venezia                                                  | Bayern Österreich Italien                                                                                            | 560 km                                   |                 |
| Mulderadweg                                                      | Sachsen Sachsen-Anhalt                                                                                               | 180 km                                   |                 |
| Naabtal-Radweg                                                   | Bayern | 97 km                                    |                 |
| Nahe-Hunsrück-Mosel-Radweg                                       | Rheinland-Pfalz | 207 km                                   |                 |
| Nahe-Radweg                                                      | Rheinland-Pfalz Saarland                                                                                             | 128 km                                   |                 |
| Neckartal-Radweg                                                 | Baden-Württemberg | 410 km                                   |                 |
| Niddaradweg                                                      | Hessen | 100 km                                   |                 |
| Niederbayerischer Radlspaß                                       | Bayern | 420 km                                   |                 |
| Niedersächsische Mühlenroute (Landkreis Rotenburg (Wümme))       | Niedersachsen | 250 km                                   |                 |
| Nordheide-Radweg                                                 | Bremen Hamburg Niedersachsen                                                                                         | 130 km                                   |                 |
| Nord-Ostsee-Kanal-Tour                                           | Schleswig-Holstein                                                                                                   | 325 km                                   |                 |
| Nordseeküstenradweg (North Sea Cycle Route)                      | Bremen Hamburg Niedersachsen Schleswig-Holstein Dänemark Großbritannien Niederlande Schweden Norwegen                | 910 km (deutscher Teil) 5942 km (gesamt) |                 |
| Oberpfälzer Radlspaß                                             | Bayern | 900 km                                   |                 |
| Ochsenweg                                                        | Schleswig-Holstein Dänemark                                                                                          | 505 km                                   |                 |
| Odenwald-Madonnen-Weg                                            | Baden-Württemberg | 160 km                                   |                 |
| Oderhaffrundweg                                                  | Mecklenburg-Vorpommern                                                                                               | 110 km                                   |                 |
| Oder-Neiße-Radweg                                                | Brandenburg Mecklenburg-Vorpommern Sachsen Tschechien                                                                | 630 km                                   |                 |
| Oste-Radweg                                                      | Niedersachsen | 145 km                                   |                 |
| Ostseeküsten-Radweg                                              | Schleswig-Holstein Mecklenburg-Vorpommern                                                                            | 1082 km                                  |                 |
| Paderborner Land-Route                                           | Nordrhein-Westfalen                                                                                                  | 252 km                                   |                 |
| Paneuropa-Radweg                                                 | Frankreich Baden-Württemberg Bayern Tschechien                                                                       | 672 km (deutscher Teil)                  |                 |
| Regental-Radweg                                                  | Bayern Tschechien | 175 km                                   |                 |
| Rennsteig-Radwanderweg                                           | Thüringen | 195 km                                   |                 |
| Rheinland-Pfalz-Radroute                                         | Rheinland-Pfalz | 1044 km                                  |                 |
| Rheinradweg (Veloroute Rhein)                                    | Baden-Württemberg Hessen Rheinland-Pfalz Nordrhein-Westfalen Niederlande Liechtenstein Österreich Schweiz Frankreich | 1230 km                                  |                 |
| Rheintal-Weg                                                     | Baden-Württemberg | 520 km                                   |                 |
| Rhön-Grabfeld-Haßberge-Maintal                                   | Bayern | 170 km                                   |                 |
| Rhön-Rennsteig-Radweg                                            | Thüringen | 80 km                                    |                 |
| Rhön-Sinntal-Radweg (auch: Rhön-Sinntal-Streutal-Radweg)         | Bayern Hessen | 118 km                                   |                 |
| Rhönradweg                                                       | Bayern Hessen Thüringen                                                                                              | 180 km                                   |                 |
| Röderradroute                                                    | Sachsen Brandenburg                                                                                                  | 104 km                                   |                 |
| Römer-Lippe-Route                                                | Nordrhein-Westfalen                                                                                                  | 449 km                                   |                 |
| Römerroute                                                       | Nordrhein-Westfalen                                                                                                  | 315 km                                   |                 |
| Romantische Straße                                               | Bayern | 380 km                                   |                 |
| Rundkurs Ruhrgebiet, auch Tour de Ruhr                           | Nordrhein-Westfalen                                                                                                  | 350 km                                   |                 |
| RuhrtalRadweg                                                    | Nordrhein-Westfalen                                                                                                  | 230 km                                   |                 |
| Rurufer-Radweg                                                   | Nordrhein-Westfalen                                                                                                  | 170 km                                   |                 |
| Saale-Radweg                                                     | Bayern Sachsen-Anhalt Thüringen                                                                                      | 425 km                                   |                 |
| Saar-Radweg                                                      | Saarland Frankreich                                                                                                  | 111 km                                   |                 |
| Saarland-Radweg                                                  | Saarland | 350 km                                   |                 |
| Sandsteinroute                                                   | Nordrhein-Westfalen                                                                                                  | 177 km                                   |                 |
| SauerlandRadring                                                 | Nordrhein-Westfalen                                                                                                  | 84 km                                    |                 |
| Schwäbische-Alb-Radweg                                           | Baden-Württemberg | 335 km                                   |                 |
| Schwalm-Radweg                                                   | Hessen | 104 km                                   |                 |
| Schwarzachtal-Radweg                                             | Bayern Tschechien | 375 km                                   |                 |
| Schwarzwald-Panorama-Radweg                                      | Baden-Württemberg | 287 km                                   |                 |
| Schwarzwald Mitte/Nord                                           | Baden-Württemberg | 260 km                                   |                 |
| Schwarzwald-Radweg                                               | Baden-Württemberg | 375 km                                   |                 |
| Siegtal-Radweg                                                   | Nordrhein-Westfalen Rheinland-Pfalz                                                                                  | 155 km                                   |                 |
| Sorbische Impressionen                                           | Sachsen | 90 km                                    |                 |
| Sorbische Impressionen im Landkreis Spree-Neiße                  | Brandenburg | 110 km (Nordtour) 130 km (Südtour)       |                 |
| Spreeradweg                                                      | Sachsen Brandenburg                                                                                                  | 420 km                                   |                 |
| Stoneman Miriquidi                                               | Sachsen Tschechien                                                                                                   | 162 km                                   |                 |
| Stoneman Miriquidi Road                                          | Sachsen Tschechien                                                                                                   | 290 km                                   |                 |
| Stromberg-Murrtal-Weg                                            | Baden-Württemberg | 160 km                                   |                 |
| Südschwarzwald-Radweg                                            | Baden-Württemberg Schweiz Frankreich                                                                                 | 264 km                                   |                 |
| Taubertalradweg                                                  | Baden-Württemberg Bayern                                                                                             | 101 km                                   |                 |
| Telegraphenradweg                                                | Berlin Brandenburg Sachsen-Anhalt Niedersachsen Nordrhein-Westfalen Rheinland-Pfalz                                  | 800 km                                   |                 |
| Vom Teufelsmoor zum Wattenmeer                                   | Niedersachsen Bremen                                                                                                 | 450 km                                   |                 |
| Thüringer Städtekette                                            | Thüringen | 240 km                                   |                 |
| Töddenland-Radweg                                                | Nordrhein-Westfalen Niedersachsen                                                                                    | 120 km                                   |                 |
| Tour Brandenburg                                                 | Brandenburg | 1111 km                                  |                 |
| Tour de Fries                                                    | Niedersachsen | 280 km                                   |                 |
| Tour de Ruhr                                                     | Nordrhein-Westfalen                                                                                                  | 350 km                                   |                 |
| Treidelweg (Finowkanal)                                          | Brandenburg | 60 km                                    |                 |
| Uelzen–Dömitz                                                    | Niedersachsen | 120 km                                   |                 |
| Uelzen–Schnackenburg                                             | Niedersachsen | 130 km                                   |                 |
| Umgebindehaus-Radweg                                             | Sachsen | 115 km                                   |                 |
| United Countries Tour                                            | Niedersachsen Niederlande                                                                                            | 150 km                                   |                 |
| Unstrut-Radweg                                                   | Sachsen-Anhalt Thüringen                                                                                             | 200 km                                   |                 |
| Unterelbe-Radweg Hamburg - Cuxhaven                              | Hamburg Niedersachsen                                                                                                | 145 km                                   |                 |
| Vennbahn                                                         | Nordrhein-Westfalen Belgien Luxemburg                                                                                | 130 km                                   |                 |
| Venn-Eifel-Mosel-Runde                                           | Nordrhein-Westfalen Belgien Luxemburg                                                                                | 310 km                                   |                 |
| Via Bavarica Tyrolensis                                          | Bayern Österreich | 225 km                                   |                 |
| Via Claudia Augusta entspricht der römischen Via Claudia Augusta | Bayern; Österreich; Italien                                                                                          | 700 km                                   |                 |
| Via Romana                                                       | Nordrhein-Westfalen Niederlande                                                                                      | 257 km                                   |                 |
| Vulkanradweg                                                     | Hessen | 94 km                                    |                 |
| Wasserburgen-Route                                               | Nordrhein-Westfalen                                                                                                  | 350 km                                   |                 |
| Wasser.Wege.Winkel.                                              | Nordrhein-Westfalen                                                                                                  | 130 km                                   |                 |
| Werratal-Radweg                                                  | Hessen Thüringen | 290 km                                   |                 |
| Werreradweg                                                      | Nordrhein-Westfalen                                                                                                  | 71 km                                    |                 |
| Weser-Harz-Heide-Radfernweg                                      | Niedersachsen | 397 km                                   |                 |
| Weser-Radweg                                                     | Bremen Hessen Niedersachsen Nordrhein-Westfalen                                                                      | 475 km                                   |                 |
| Wörnitzradweg                                                    | Bayern | 107 km                                   |                 |
| Wümme-Radweg                                                     | Bremen Niedersachsen                                                                                                 | 250 km                                   |                 |
| Württemberger Tälerradweg                                        | Baden-Württemberg | 273 km                                   |                 |
| Zschopautal-Radweg                                               | Sachsen | 140 km                                   |                 |